# Ali Wahaib Shnaiyn
Ali Wahaib Shnaiyn (arabă علي وهيب شنين; n. 24 decembrie 1975) este un fost jucător irakian care a evoluat la Oțelul Galați în sezonul 1997/1998.